# Arabian Journal of Chemistry
Das Arabian Journal of Chemistry, abgekürzt Arab. J. Chem., ist eine wissenschaftliche Fachzeitschrift, die von Scientific Scholar (bis 2025 vom Elsevier-Verlag) im Auftrag der Arab Union of Chemists und der Saudi Chemical  Society im Open Access veröffentlicht wird. Die Zeitschrift wurde 2008 gegründet und erscheint derzeit mit zwölf Ausgaben im Jahr. Es werden Arbeiten veröffentlicht, die sich mit Themen der Chemie beschäftigen.
Der Impact Factor lag im Jahr 2023 bei 5,3. Nach der Statistik des Web of Science wird das Journal mit diesem Impact Factor in der Kategorie multidisziplinäre Chemie an 54. Stelle von 178 Zeitschriften geführt.